# Losal
Losal è una suddivisione dell'India, classificata come municipality, di 25.355 abitanti, situata nel distretto di Sikar, nello stato federato del Rajasthan. In base al numero di abitanti la città rientra nella classe III (da 20.000 a 49.999 persone).

## Geografia fisica
La città è situata a 27° 23' 60 N e 74° 55' 0 E e ha un'altitudine di 409 m s.l.m..

## Società

### Evoluzione demografica
Al censimento del 2001 la popolazione di Losal assommava a 25.355 persone, delle quali 12.750 maschi e 12.605 femmine. I bambini di età inferiore o uguale ai sei anni assommavano a 4.727, dei quali 2.509 maschi e 2.218 femmine. Infine, coloro che erano in grado di saper almeno leggere e scrivere erano 14.165, dei quali 8.646 maschi e 5.519 femmine.